# Nikon D7000
Nikon D7000 — цифровий дзеркальний фотоапарат компанії Nikon, представлений 15 вересня 2010. Являє собою розвиток (але не заміну) моделі D90, при цьому ряд характеристик перевершують модель вищого класу Nikon D300s. Належить новому класу камер у модельному ряду Nikon між D300s і D90.
Фотоапарат має сенсор із кроп-фактором 1,5 і дозволяє використовувати як об'єктиви Nikon DX, так і інші об'єктиви з байонетом Nikon F. Початок продажів планується в середині жовтня 2010 року; як штатний об'єктив буде використовуватися об'єктив AF-S 18-105 мм f3,5-5,6G ED VR.
Фотоапарат використовує протокол PTP (Picture Transfer Protocol).

## Відмінності відNikon D90
- Корпус з магнієвого сплаву.
- Два роз'єми для карт пам'яті SD замість одного.
- Видошукач зі 100-відсотковим охопленням поля кадру.
- Роздільна здатність збільшена з 12,3 до 16,1 млн пікселів.
- Діапазон чутливості розширений з 200-3200 до 100-6400 ISO.
- Глибина кольору збільшена з 12 до 14 біт на канал.
- Швидкість зйомки збільшена з 4,5 до 6 кадрів в секунду.
- Покращена система фокусування: 39 датчиків (замість 11), 9 хрестоподібних (замість 1).
- Нова система обробки зображення EXPEED 2 (У Nikon D90 — EXPEED).
- Нові режими зйомки відео: 1280 × 720 (30, 25, 24 кадрів / c), 1920 × 1080 (24 кадру / с).
- Автофокус при зйомці відео.
- Тривалість безперервної відеозйомки до 20 хвилин.

## Основні функції
- 16,2-мегапіксельний CMOS-датчик зображення формату Nikon DX дає змогу отримувати реалістичні зображення з яскравими кольорами, зниженим рівнем шуму та плавними тональними переходами.
- Висока світлочутливість ISO (100-6400) з можливістю ручного підвищення до 25600 за допомогою параметра Hi2. Підтримка коротшої витримки дає змогу отримувати зображення з тонкою деталізацією та мінімальним шумом при зйомці об'єктів у швидкому русі та за поганого освітлення. Передбачено автоматичне керування чутливістю ISO.
- Система обробки зображень EXPEED 2: при мінімальному енергоспоживанні оптимізує використані у фотокамері технології для покращеної роботи й максимальної якості зображень.
- Витривалий дизайн: міцні, проте легкі верхня й задня кришки з магнієвого сплаву; надійно ізольовані стики для захисту фотокамери від пилу й вологи.
- 100%-покриття видошукача із приблизно 0,94-кратним збільшенням для якомога точнішої композиції.
- Міцний затвор, який пройшов випробування 150 000 циклами спуску. Забезпечується точний контроль затвора й виняткова надійність; мінімальна витримка — 1/8000 с, синхронізація спалаху — до 1/250 с.
- Подвійні гнізда для карт пам'яті SD: для додаткових можливостей зйомки. Можна використовувати другу карту, коли заповниться перша, або на одній записувати нерухомі зображення, а на іншій — відео. Сумісність зі стандартом SDXC.
- Надчітка 39-точкова система автофокусування з дев'ятьма датчиками перехресного типу в центрі. Забезпечує швидке й точне покриття автофокусуванням усього кадру. Чотири режими зони АФ (включно з АФ із 3D-стеженням) забезпечують чіткі результати, навіть якщо об'єкт зйомки віддалений від центру, швидко рухається або поводиться непередбачувано.
- 2016-піксельний RGB-датчик вимірювання забезпечує високоточне вимірювання, а отже — скрупульозну експозицію та точні дані для системи розпізнавання сюжетів. Оптимізація експозиції, автофокусування й балансу білого безпосередньо перед спуском затвора забезпечує різкість і чіткість зображень.
- Безперервна зйомка зі швидкістю 6 кадр./с: дає змогу зафіксувати швидкий розвиток подій.
- Швидке реагування: майже миттєвий запуск; затримка спуску затвора становить близько 0,052 секунди.
- HD-відео — відеоролики в повному форматі HD (1920 x 1080): спеціальна кнопка зйомки допомагає миттєво починати зйомку прекрасних відеороликів високої чіткості (HD). Режим постійного АФ дає змогу утримувати все у фокусі під час зйомки; фотокамера підтримує зовнішній мікрофон для якісного записування стереозвуку. Завдяки простим функціям редагування ролики зручно редагувати просто в камері.
- Великий РК-монітор на 920 тис. точок із діагоналлю 7,5 см (3 дюйми), високою роздільною здатністю та зміцненим склом забезпечує зручний перегляд основних відомостей про фотокамеру. Перегляд і редагування знімків та відео стає справжнім задоволенням.

## Технічні характеристики
| Тип фотокамери                             | Цифрова дзеркальна фотокамера з одним об'єктивом |
| Байонет об'єктива                          | Кріплення F-Mount Nikon (зі сполученням і контактами для АФ) |
| Ефективний кут огляду                      | Приблизно 1,5 × фокусна відстань об'єктива (формат Nikon DX) |
| Кількість ефективних пікселів              | 16,2 мільйона |
| Датчик зображення                          | CMOS-датчик 23,6×15,6 мм; загальна кількість пікселів: 16,9 мільйона |
| Система захисту від пилу                   | Система очищення датчика зображення, еталонні дані для видалення пилу із зображення (необхідне додаткове програмне забезпечення Capture NX 2) |
| Розмір зображення (у пікселях)             | 4928 × 3264 [L], 3696 × 2448 [M], 2464 × 1632 [S] |
| Формат файлів                              | NEF (RAW): 12 або 14 біт, стиснення без втрат або стиснення. JPEG: підтримка формату JPEG із високим (прибл. 1:4), звичайним (прибл. 1:8) або базовим (прибл. 1:16) стисненням (пріоритет розміру); доступне стиснення оптимальної якості. NEF (RAW) + JPEG: той самий знімок зберігається і у форматі NEF (RAW), і у форматі JPEG |
| Система Picture Control                    | Режими «Стандартний», «Нейтральний», «Яскравий», «Монохромний», «Портрет», «Пейзаж»; можливість зберегти користувацьку систему Picture Control |
| Носії для зберігання                       | Карти пам'яті SD (Secure Digital), SDHC і SDXC |
| Подвійні гнізда для карт                   | Гніздо 2 може пригодитися у випадку переповнення першої карти, як місце для резервного копіювання або як окреме сховище для копій у форматі NEF+JPEG; знімки можна копіювати з карти на карту |
| Файлова система                            | DCF (Правила розробки для файлових систем фотокамер) 2.0, DPOF (Digital Print Order Format), Exif 2.3 (Сумісний формат графічних файлів для цифрових фотокамер), PictBridge |
| Видошукач                                  | Дзеркальний видошукач з одним об'єктивом і пентапризмою на рівні очей |
| Покриття кадру                             | Прибл. 100% по горизонталі та 100% по вертикалі |
| Збільшення                                 | Приблизно 0,94 × (50 мм f/1,4 об'єктив на безкінечність, −1,0 м-1) |
| Точка фокуса видошукача                    | 19,5 мм (-1,0 м-1) |
| Налаштування діоптрій                      | Від −3 до +1 м-1 |
| Екран фокусування                          | Матовий екран типу B BriteView Clear Matte Mark II з рамками зони АФ (можливе відображення сітки кадрування) |
| Дзеркало                                   | Зі швидким поверненням |
| Попередній перегляд глибини різкості       | При натисканні кнопки попереднього перегляду глибини різкості для діафрагми об'єктива встановлюється певне значення: на вибір користувача (у режимах A та M) або автоматично (в інших режимах) |
| Діафрагма об'єктива                        | З миттєвим поверненням і електронним керуванням |
| Сумісні об'єктиви                          | DX NIKKOR: підтримуються всі функції. AF NIKKOR типу G або D: підтримуються всі функції (PC Micro-NIKKOR не підтримує деякі функції); об'єктиви IX-NIKKOR не підтримуються. Інші об'єктиви AF NIKKOR: підтримуються всі функції, крім 3D колірного матричного вимірювання ІІ; об'єктиви для F3AF не підтримуються. Об'єктиви AI-P NIKKOR: підтримка всіх функцій, крім 3D колірного матричного вимірювання II. Об'єктиви без вбудованого процесора: можливе використання в режимах А та М; колірне матричне вимірювання й відображення значення діафрагми можливі, якщо користувач надає дані про об'єктив (лише для об'єктивів АІ); електронний далекомір можна використовувати, якщо максимальна діафрагма — f/5,6 або більше             |
| Затвор                                     | Вертикальний затвор у фокальній площині з електронним керуванням |
| Витримка                                   | Від 1/8000 до 30 с у кроках ЗЕ 1/3 або 1/2, витримка від руки, час (потрібен додатковий пульт дистанційного керування ML-L3), X250 |
| Швидкість синхронізації спалаху            | X = 1/250 с; синхронізація при витримці 1/320 с або довшій (відстань зйомки зі спалахом зменшується при витримках від 1/250 до 1/320 с) |
| Режим роботи затвора                       | S (покадровий), CL (неперервний низькошвидкісний), CH (неперервний високошвидкісний), Q (тихий затвор), (автоспуск), (пульт дистанційного керування), MUP (піднімання дзеркала) |
| Швидкість серійної зйомки                  | Від 1 до 5 кадр./с (CL) або 6 кадр./с (CH) (за рекомендаціями CIPA) |
| Автоспуск                                  | 2 с, 5 с, 10 с, 20 с; 1-9 експозицій з інтервалами в 0,5, 1, 2 або 3 с |
| Дистанційний режим роботи затвора          | Дистанційний спуск із затримкою, швидкий дистанційний спуск, дистанційний спуск із підніманням дзеркала |
| Вимірювання експозиції                     | Вимірювання експозиції TTL за допомогою 2016-піксельного RGB-датчика |
| Метод вимірювання                          | Матричне: 3D колірне матричне вимірювання II (об'єктиви типів G i D); колірне матричне вимірювання ІІ (інші об'єктиви із вбудованим процесором); колірне матричне вимірювання доступне для об'єктивів без вбудованого процесора, якщо користувач вводить дані об'єктива. Центрально-зважене: 75% чутливості зосереджується в колі діаметром 8 мм у центрі кадру; можна змінювати діаметр кола на 6, 10 або 13 мм або орієнтувати зваження на усереднення по всьому кадру (для об'єктивів без вбудованого процесора використовується коло діаметром 8 мм). Точкове: вимірюється коло діаметром 3,5 мм (прибл. 2,5% кадру) з центром у вибраній точці фокусування (для об'єктива без вбудованого процесора — у центральній точці фокусування) |
| Діапазон вимірювання                       | Матричне або центрально-зважене вимірювання: від 0 до 20 ЗЕ. Точкове вимірювання: від 2 до 20 ЗЕ (еквівалент ISO 100, об'єктив f/1,4, 20 °C/68 °F) |
| Сполучення з експонометром                 | Комбінація вбудованого процесора та AI |
| Режим експозиції                           | Автоматичний (автоматичний режим; автоматичний режим (спалах вимкнуто)), Сюжетний режим («Портрет», «Пейзаж», «Дитина», «Спорт», «Великий план», «Нічний портрет», «Нічний пейзаж», «Вечірка/у приміщенні», «Пляж/сніг», «Захід», «Сутінки/світанок», «Портрет домашньої тварини», «Світло свічки», «Цвітіння», «Барви осені», «Їжа», «Силует», «Високий ключ», «Низький ключ»), програмний автоматичний режим з гнучкою програмою (P), автоматичний режим із пріоритетом витримки (S), автоматичний режим із пріоритетом діафрагми (A), ручний режим (M), U1 (користувацькі настройки 1), U2 (користувацькі настройки 2) |
| Корекція експозиції                        | Від −5 до +5 ЗЕ з інтервалом 1/3 або ½ ЗЕ |
| Брекетинг експозиції                       | Від 2 до 3 кадрів кроками в 1/3, 1/2, 2/3 або 1 ЗЕ |
| Фіксація експозиції                        | Освітленість фіксується на визначеному рівні за допомогою кнопки AE-L/AF-L |
| Чутливість ISO                             | Від 100 до 6400 одиниць ISO із кроком 1/3 або 1/2 ЗЕ; при значеннях чутливості ISO понад 6400 можна також установлювати крок прибл. В 0,3, 0,5, 0,7 1 або 2 ЗЕ (еквівалент ISO 25600); доступне автоматичне керування чутливістю ISO (рекомендована шкала експозиції) |
| Активний D-Lighting                        | «Автоматичний», «Екстрависокий», «Високий», «Звичайний», «Слабкий» або «Вимкнутий» |
| Брекетинг активного D-Lighting             | 2 кадри зі значенням, вибраним для одного кадру, або 3 кадри зі значеннями, попередньо налаштованими для всіх кадрів |
| Автофокусування                            | Модуль датчика автофокусування Nikon Multi-CAM 4800DX із визначенням фази TTL, тонким налаштуванням, 39 точками фокусування (включно з 9 датчиками перехресного типу) і допоміжним променем АФ (відстань прибл. 0,5-3 м/ 1 фут 8 дюймів — 9 футів 10 дюймів) |
| Діапазон визначення                        | Від −1 до +19 ЗЕ (еквівалент ISO 100, 20 °C/68 °F) |
| Вбудований двигун об'єктива                | Автофокусування (АФ): покадрове АФ (AF-S), неперервне слідкувальне АФ (AF-C), автоматичний вибір AF-S або AF-C (AF-A), автоматична активація предиктивного фокусування з відстеженням залежно від стану об'єкта. Ручне фокусування (M): можна використовувати електронний далекомір |
| Точка фокусування                          | Можливий вибір із 39 або 11 точок фокусування |
| Режим зони АФ                              | Одноточкове АФ, 9-, 21- або 39-точкове динамічне АФ, АФ з автоматичним вибором зони, 3D-стеження, автоматичний вибір зони АФ |
| Фіксація фокуса                            | Фокус можна зафіксувати напівнатисканням кнопки спуску затвора (для покадрового АФ) або кнопки AE-L/AF-L |
| Вбудований спалах                          | Автоматичний спалах з автоматичним відкриванням. Ручне відкривання кнопкою спуску |
| Ведуче число                               | Прибл. 39 /12, 39/12 з ручним спалахом (фут/м, ISO 100, 68 ˚F/20 ˚C) |
| Керування спалахом                         | TTL: збалансований заповнюючий спалах i-TTL і стандартний спалах i-TTL для цифрових дзеркальних фотокамер з одним об'єктивом і 2016-піксельним RGB-датчиком доступні при використанні вбудованого спалаху та спалахів SB-900, SB-800, SB-700, SB-600 або SB-400 (збалансований заповнюючий спалах i-TTL доступний, якщо вибрано матричне чи центрально-зважене вимірювання). Автоматична діафрагма: доступна при використанні SB-900/SB-800 та об'єктива із вбудованим процесором. Автоматичне керування без TTL: підтримуються спалахи SB-900, SB-800, SB-28, SB-27 і SB-22S. Ручний спалах із пріоритетом відстані: доступний при використанні SB-900, SB-800 і SB-700                                                                    |
| Корекція спалаху                           | Від −3 до +1 ЗЕ з інтервалом 1/3 ЗЕ або ½ ЗЕ |
| Брекетинг спалаху                          | Від 2 до 3 кадрів із кроком в 1/3, 1/2, 2/3 або 1 ЗЕ |
| Індикатор готовності спалаху               | Вмикається, коли вбудований спалах або додаткові спалахи SB-900, SB-800, SB-700, SB-600, SB-400, SB-80DX, SB-28DX або SB-50DX повністю заряджено; блимає протягом 3 с після спрацювання спалаху на повній потужності |
| Башмак для аксесуарів                      | Гарячий башмак стандарту ISO 518 із контактами синхронізації та даних і запобіжним фіксатором |
| Система творчого освітлення Nikon (CLS)    | Покращене безпроводове керування підтримується для вбудованого спалаху, спалахів SB-900, SB-800, SB-700 і системи освітлення SU-800, якщо вони використовуються як блок керування спалахами, а також для спалахів SB-900, SB-800, SB-700, SB-600 і SB-R200, якщо вони використовуються як дистанційні спалахи; автоматична високошвидкісна синхронізація FP (hss) і моделююче освітлення підтримуються для всіх спалахів, сумісних із CLS, за винятком спалаху SB-400; передача інформації про колірну температуру спалаху та фіксація потужності спалаху підтримуються для всіх спалахів, сумісних із CLS |
| Контакт синхронізації                      | Адаптер контакту синхронізації AS-15 (постачається окремо) |
| Баланс білого                              | «Автоматичний» (2 типи), «Лампа розжарювання», «Освітлення люмінесцентною лампою» (7 типів), «Пряме сонячне світло», «Спалах», «Хмарність», «Тінь», попереднє ручне налаштування (можна зберігати до 5 значень), вибір колірної температури (від 2500 К до 10 000 К), для всіх параметрів доступне тонке налаштування; брекетинг балансу білого: від 2 до 3 кадрів із кроком 1, 2 або 3 |
| Вбудований двигун об'єктива Live View      | Автофокусування (AF): покадрове АФ (AF-S); постійне слідкувальне АФ (AF-F). Ручне фокусування (M) |
| Режим зони АФ                              | АФ з пріоритетом обличчя, АФ із розширеною зоною вибору, АФ зі звичайною зоною вибору, АФ із відстеженням об'єкта |
| Автофокусування                            | АФ із функцією визначення контрастності в будь-якій точці кадру (у режимі АФ з пріоритетом обличчя та АФ із відстеженням об'єкта фотокамера вибирає точку фокусування автоматично) |
| Вимірювання для відеозйомки                | Вимірювання експозиції TTL за допомогою головного датчика зображення |
| Метод вимірювання                          | Матричний |
| Розмір кадру (у пікселях) і частота кадрів | [NTSC] 1920 × 1080 (24p); 24 (23,976) кадр./с. 1280 × 720 (30p); 30 (29,97) кадр./с. 1280 × 720 (24p); 24 (23,976) кадр./с. 640 × 424 (30p); 30 (29,97) кадр./с. [PAL] 1920 × 1080 (24p); 24 (23,976) кадр./с. 1280 × 720 (25p); 25 кадр./с. 1280 × 720 (24p); 24 (23,976) кадр./с. 640 × 424 (25p); 25 кадр./с |
| Максимальна тривалість                     | Прибл. 20 хвилин |
| Формат файлів                              | MOV |
| Стиснення відео                            | H.264/MPEG-4 Advanced Video Coding |
| Стиснення аудіо                            | Лінійний PCM |
| Пристрій аудіозаписування                  | Вбудований монофонічний або зовнішній стереомікрофон; настроювана чутливість |
| Монітор                                    | Повнокадрове відтворення та відтворення ескізів (по 4, 9 або 72 зображення чи календар) зі збільшенням під час відтворення, відтворення відео, показ слайдів, виділення, гістограма, автоматичне повертання зображення та примітки до зображень (до 36 символів) |
| USB                                        | Швидкісний USB-інтерфейс |
| Відеовихід                                 | NTSC або PAL; зображення можуть відображатися на зовнішньому пристрої при ввімкнутому моніторі фотокамери |
| Рознім HDMI output                         | Міні-роз'єм HDMI (тип C); під час підключення кабелю HDMI монітор фотокамери вимикається |
| Роз'єм для аксесуарів                      | Шнур дистанційного керування MC-DC2 (постачається окремо), пристрій GPS GP-1 (постачається окремо) |
| Аудіовхід                                  | Стерео міні-гніздо (діаметром 3,5 мм) |
| Мови, які підтримуються                    | Англійська, арабська, голландська, данська, індонезійська, іспанська, італійська, китайська (спрощене та традиційне письмо), корейська, німецька, норвезька, польська, португальська, російська, тайська, турецька, фінська, французька, чеська, шведська, японська |
| Елемент живлення                           | Один перезаряджуваний літій-іонний елемент живлення EN-EL15 |
| Батарейний блок                            | Додатковий універсальний батарейний блок MB-D11 з одним перезаряджуваним літій-іонним елементом живлення ENEL15 або шістьма лужними, нікель-металогідридними або літієвими елементами живлення розміру R6/AA |
| Адаптер змінного струму                    | Адаптер змінного струму EH-5a; потрібен з'єднувач живлення EP-5B (постачається окремо) |
| Роз'єм для штатива                         | 1/4 дюйма (ISO 1222) |
| Розміри (Ш × В × Г)                        | Прибл. 132 × 105 × 77 мм (5,2 × 4,1 × 3,0 дюйма) |
| Вага                                       | Лише корпус фотокамери — прибл. 690 г (1 фунт 8,3 унції); з елементом живлення й картою пам'яті, але без захисної кришки — прибл. 780 г (1 фунт 11,5 унції) |
| Умови експлуатації                         | Температура: 0-40 °C/32-104 °F; вологість: нижче 85% (без конденсації) |

## Аксесуари з комплекту
- Strap AN-DC3

Наплічний суцільнотканий ремінь із вишитим логотипом Nikon.
- Body Cap BF-1B

- LCD Monitor Cover BM-11

Прозора пластикова пристібна кришка; захищає РК-монітор від випадкових пошкоджень.
- Hot shoe cover BS-1

- Eyepiece Cup DK-21

DK-21 зводить до мінімуму кількість прямого світла, що потрапляє у видошукач, і підвищує зручність перегляду.
- DK-5

- AV Cable EG-D2

EG-D2 Аудіо / відео кабель дозволяє підключати камеру до телевізора, відео, DVD і т. д.
- Battery EN-EL15

Компактний, високої ємності, літій-іонний акумулятор.
- Battery Charger MH-25

Зарядний пристрій для певних літій-іонних елементів живлення Nikon.
- ViewNX2

Універсальний програмний пакет. Дає змогу імпортувати, систематизувати редагувати та обмінюватися фотографіями або відеороликами. Сумісний із програмним продуктом Nikon Transfer. Інтегрований з my Picturetown.
- USB Cable UC-E4

## Додаткові аксесуари (постачаються окремо)
- Multi-Power Battery Pack MB-D11

Спеціальний батарейний блок. Подовжує термін служби елемента живлення. Блок дає змогу злагоджено чергувати джерела живлення; його обладнано дисками керування для вертикальної зйомки.
- AC Adapter Connector EP-5B

Підключений до адаптера змінного струму EH-5 з'єднувач EP-5B забезпечує безпосереднє живлення фотокамери: достатньо просто вставити з'єднувач живлення у відсік для елемента живлення. Це стосується цифрових дзеркальних фотокамер з одним об'єктивом, у яких використовується перезаряджуваний елемент живлення EN-EL15.
- Capture NX 2

Потужний програмний продукт з інтуїтивно зрозумілим інтерфейсом для вдосконалення та оптимізації фотографій.
- Camera Control Pro 2

Окремий програмний продукт для повного дистанційного керування з комп'ютера більшістю параметрів цифрових однооб'єктивних дзеркальних фотокамер Nikon.

## Порівняння з D90 і D300s
|                        | Nikon D7000 | Nikon D90 | Nikon D300s |
| ---------------------- | --- | --- | --- |
| Матеріал корпусу       | Магнієвий сплав та полікарбонат | Полікарбонат | Магнієвий сплав |
| Сенсор                 | - 23.6 x 15.6 мм КМОН-сенсор - RGBG массив пікслелів - Вбудований фільтр низьких частот (з УЗ-очисткою) - 16.2 млн. ефективних пікселів - АЦП 14 біт                                                                              | - 23.6 x 15.8 мм КМОН-сенсор - RGBG массив пікслелів - Вбудований фільтр низьких частот (з УЗ-очисткою) - 12.3 млн. ефективних пікселів - АЦП 12 біт | - 23.6 x 15.8 мм КМОН-сенсор - RGBG массив пікслелів - Вбудований фільтр низьких частот (з УЗ-очисткою) - 12.3 млн. ефективних пікселів - АЦП 14 біт                                                                      |
| Діапазон ISO           | - Auto ISO (100-Hi2) - ISO 100-6400 з кроком 0.3 або 1.0 EV - Розширені діапазони H1 та H2 (ISO 12800 та 25600) - Налаштування для Auto ISO                                                                                       | - Auto ISO (200-H1) - ISO 200 − 3200 з кроком 0.3 або 1.0 EV - Розширені діапазони L1 (ISO 100) та H1 (ISO 6400) - Налаштування для Auto ISO | - Auto ISO (200-H1) - ISO 200 − 3200 з кроком 0.3 або 1.0 EV - Розширені діапазони L1 (ISO 100) та H1 (ISO 6400) - Налаштування для Auto ISO                                                                              |
| Відео                  | - 1920 x 1080p (24 к\c) - 1280 x 720p (30, 25, 24 к\c) - 640 x 424p (30, 25 к\c) | - 1280 x 720p (24 к\c) - 640 x 424p (24 к\c) - 320 x 216p (24 к\c) | - 1280 x 720p (24 к\c) - 640 x 424p (24 к\c) - 320 x 216p (24 к\c) |
| Автофокусування        | - 39 точок фокусування - 9 точок хрестового типу | - 11 точок фокусування - 1 точка хрестового типу | - 51 точок фокусування - 15 точок хрестового типу |
| Вимірювання експозиції | - TTL вимірючання за допомогою 2016-піксельного RGB сенсора - Діапазон вимірювання: EV 0 — 20 EV | - TTL вимірючання за допомогою 403-піксельного RGB сенсора - Діапазон вимірювання: EV 0 — 20 EV | - TTL вимірючання за допомогою 1005-піксельного RGB сенсора - Діапазон вимірювання: EV 0 — 20 EV |
| Видошукач              | - Пентапризма - 100% огляд - Збільшення: 0.94x - Виніс зіниці : 19.5 mm - Фокусувальний екран: Type B BriteView Clear Matte screen Mark II з позначкою зони автофокусування - Вбудованна діоптрична коррекція (від -3 до +1.0m−1) | - Пентапризма - 96% (горизонтально та вертікально) поле огляду - Збільшення: 0.94x - Виніс зіниці: 19.5 mm - Фокусувальний екран: B-type BrightView Clear Matte Screen II з позначкою зони автофокусування - Вбудованна діоптрична коррекція (від -2 до +1m−1) | - Пентапризма - 100% огляд - Збільшення: 0.94x - Виніс зіниці: 19.5 mm - Фокусувальний екран B-type BrightView Clear Matte Screen II з позначкою зони автофокусування - Вбудованна діоптрична коррекція (від -2 до +1m−1) |
| Серійна зйомка         | - До 6 к\c | - До 4.5 к\c | - До 8 к\c з батарейною рукояткою MB-10 та аккумулятором EN-EL3e, або мережевим адаптером - До 6 к\c з одним аккумулятором EN-EL3e                                                                                        |
| Накопичувач            | - SD/SDHC/SDXC (два слоти) | - SD/SDHC (один слот) | - Compact Flash (type I and UDMA) (один слот) - SD/SDHC (один слот) |
| Розмір                 | Приблизно 132 x 105×77 мм | Приблизно 132 x 103×77 мм | Приблизно 147 x 114×74 мм |
| Маса (з батареєю)      | 780 г | 704 г | 918 г |